# Montemarano
Montemarano är en ort och kommun i provinsen Avellino i regionen Kampanien i Italien. Kommunen hade 2 809 invånare (2017).
Den gränsar till kommunerna Cassano Irpino, Castelfranci, Castelvetere sul Calore, Montella, Nusco, Paternopoli samt Volturara Irpina.